# Leiognathus robustus
Leiognathus robustus is een straalvinnige vissensoort uit de familie van de ponyvissen (Leiognathidae). De wetenschappelijke naam van de soort is voor het eerst geldig gepubliceerd in 2004 door Sparks & Dunlap.